# Saint-Laurent-des-Arbres
Saint-Laurent-des-Arbres è un comune francese di 2 449 abitanti situato nel dipartimento del Gard, nella regione dell'Occitania.

## Società

### Evoluzione demografica
Abitanti censiti